# نيكي هان
نيكي هان (بالإنجليزية: Nikki Hahn)‏ ممثلة أمريكية ولدت في 13 نوفمبر 2002 في سان أنطونيو، تكساس الولايات المتحدة بدأت مشوارها الفني في عام 2006 .

## روابط خارجية
- نيكي هان على موقع IMDb (الإنجليزية)
- نيكي هان على موقع روتن توميتوز (الإنجليزية)
- نيكي هان على موقع قاعدة بيانات الفيلم (الإنجليزية)
- الموقع الرسمي